# Mestre FIDE
Mestre FIDE (MF) é um dos títulos vitalícios concedidos pela Federação Internacional de Xadrez aos enxadristas profissionais que tenham obtido a pontuação igual ou superior a 2.300 pontos em, pelo menos, 24 partidas válidas pelo rating da FIDE. O título foi criado em 1978.